# Зейбеки

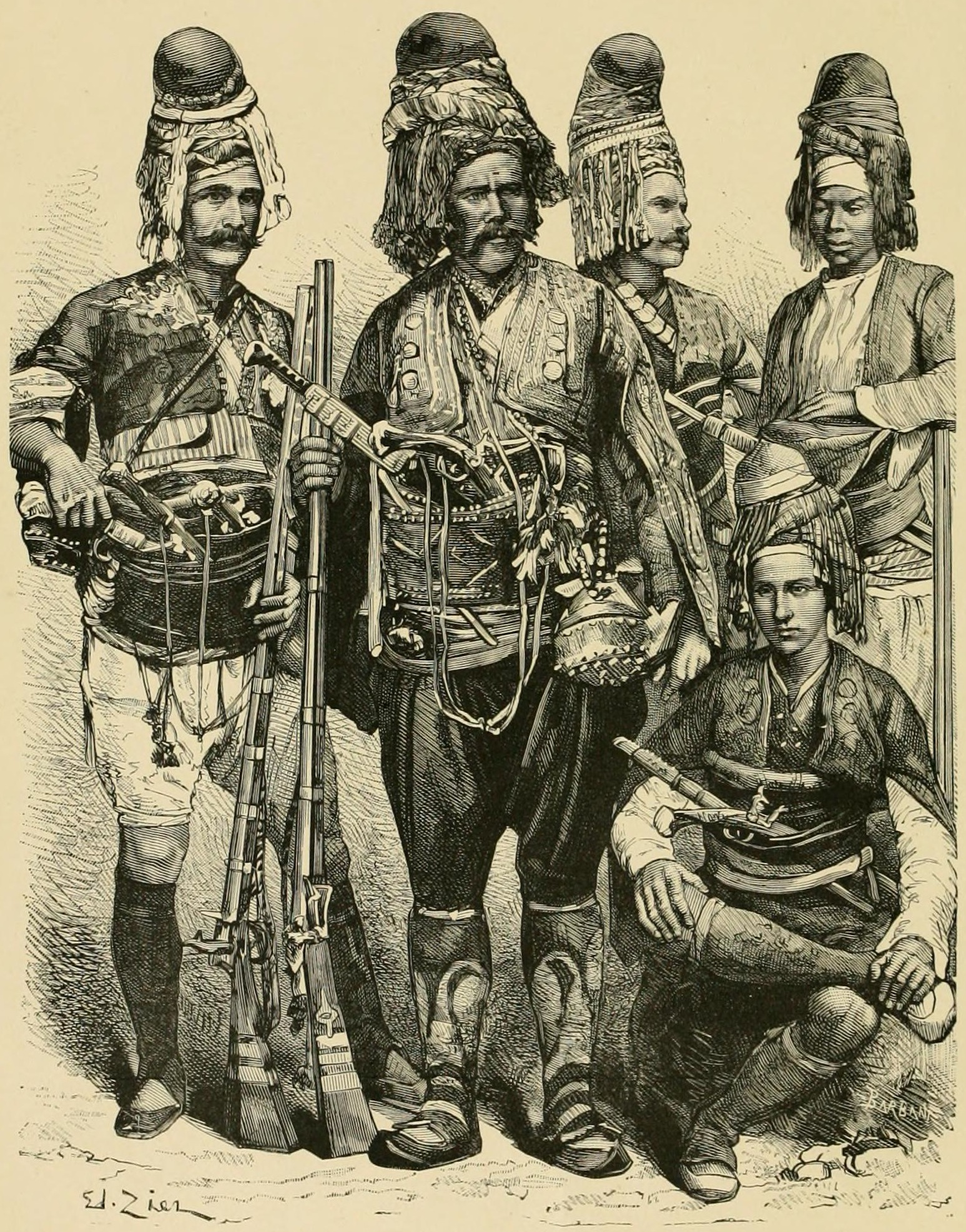
Зейбеки

Зейбеки (тур. Zeybekler) — общее название турецких горцев в Западной Анатолии, особенно в регионах Измир, Айдын и Маниса.
Впервые упомянутые в 1075 году энциклопедистом Махмудом аль-Кашгари в книге «Дивани лугат ат-тюрк» («Словарь тюркских наречий»).
Позднее под этим именем прославились отряды народной милиции и партизан, действовавшие в районах побережья Эгейского моря в Османской империи с конца XVII по начало XX века. Некоторые авторы выводят их происхождение от юрюков.
Вплоть до создания Турецкой республики наибольшая численность зейбеков наблюдалась в Западной Анатолии, недалеко от города Смирна (ныне Измир). Они действовали как защитники простого народа против крупных помещиков, бандитов и сборщиков налогов. Главарь отряда зейбеков назывался эфе. Его воины были известны под названиями зейбеков или кизаней. Кизанями обычно называли новичков, вступивших в отряд, или малоопытных зейбеков. В целом в отряде отношения между всеми были равными. Решение принималось демократическим путём, и после его утверждения эфе, оно носило обязательный характер. Зейбеки использовали определенные ритуальные действия, например, обряд присвоения кизаню статуса зейбека был очень похож на ритуалы братства ахилер.
У зейбеков был специальный танец, в котором танцоры изображали ястребов. Романтические песни о храбрости зейбеков по-прежнему популярны в турецкой народной музыкальной среде. Ятаган был их основным оружием, но большинство из них пользовалось и оружием огнестрельным.
Зейбеки воевали с греческой армией, когда та вступила в пределы Западной Анатолии в ходе Греко-турецкой войны 1919—1922 годов. Их партизанские действия дали кемалистам время для формирования турецкой регулярной армии. После создания турецкой национальной армии большинство зейбеков вошло в её состав. В византийских хрониках известно, что одежда печенежских наемников напоминала одежду Зейбека. По мнению некоторых историков, большое влияние на зейбекскую культуру оказала печенежская культура.